# Vera Myller
Vera Lebiediewa-Myller (ur. 2 grudnia 1880 w Sankt Petersburgu, zm. 12 grudnia 1970 w Jassach) – rosyjska i rumuńska matematyczka, pierwsza kobieta z tytułem profesorskim w Rumunii.

## Wykształcenie
Była córką Jewgienija i Olgi Lebiediewów. Ukończyła gimnazjum w Nowogrodzie Wielkim. W latach 1897–1902 studiowała na Wyższych Kursach Żeńskich im. Bestużewa w Petersburgu – największej szkole wyższej dla kobiet w Imperium Rosyjskim. Następnie kontynuowała studia na Uniwersytecie Georga-Augusta w Getyndze, gdzie w 1906 uzyskała doktorat pod kierunkiem Davida Hilberta. Jej praca doktorska dotyczyła równań całkowych.

## Życie i praca
W Getyndze poznała rumuńskiego matematyka Alexandru Myllera, którego poślubiła w 1907. Razem z nim przeniosła się do Bukaresztu, gdzie Myller był profesorem algebry na wydziale nauk przyrodniczych. Vera nie prowadziła w tym czasie żadnych zajęć, ucząc się języka rumuńskiego. W 1910 r. małżonkowie przenieśli się do Jass, gdzie 30 listopada Vera Myller została wykładowcą na Wydziale Nauk Ścisłych Uniwersytetu Aleksandra Jana Cuzy. W styczniu 1911 została profesorem w Katedrze Podstaw Matematyki, a dwa lata później, w listopadzie 1918, profesorem zwyczajnym w Katedrze Teorii Funkcji.
W 1912 r. założyła wraz z mężem Seminarium Matematyczne i bibliotekę.
Za kurs Lekcje Algebry otrzymała w 1953 r. rumuńską Nagrodę Państwową.
Pochowana na cmentarzu Eternitatea w Jassach.